# Lévis (ancienne circonscription fédérale)
Pour les articles homonymes, voir Lévis (homonymie).
Lévis (aussi connu sous le nom de Lévis-et-Chutes-de-la-Chaudière) est une ancienne circonscription électorale fédérale de la région de Chaudière-Appalaches au Québec. Elle est représentée de 1867 à 2004.

## Historique
C'est l'Acte de l'Amérique du Nord britannique de 1867 qui crée ce qui était appelé le district électoral de Lévis. Renommée Lévis-et-Chutes-de-la-Chaudière en 1998, elle est redistribuée parmi les circonscriptions de Lévis—Bellechasse et de Lotbinière—Chutes-de-la-Chaudière en 2003.
En 1996, la circonscription de Lévis comprenait:
- Les villes de Charny, Lévis, Saint-Jean-Chrysostome, Saint-Nicolas, Saint-Rédempteur et Saint-Romuald
- La MRC de Desjardins
- La MRC de Les Chutes-de-la-Chaudière, excepté la municipalité de Saint-Lambert-de-Lauzon

## Liste des députés
| Législature                                                          | Années    | Député                  | Député                  | Parti                     |
| -------------------------------------------------------------------- | --------- | ----------------------- | ----------------------- | ------------------------- |
| 1e                                                                   | 1867–1872 |                         | Joseph-Godéric Blanchet | Libéral–conservateur      |
| 2e                                                                   | 1872–1874 |                         | Joseph-Godéric Blanchet | Libéral–conservateur      |
| 3e                                                                   | 1874–1878 |                         | Louis-Honoré Fréchette  | Libéral                   |
| 4e                                                                   | 1878–1882 |                         | Joseph-Godéric Blanchet | Libéral–conservateur      |
| 5e                                                                   | 1882–1883 |                         | Joseph-Godéric Blanchet | Libéral–conservateur      |
| 5e                                                                   | 1883–1885 |                         | Isidore-Noël Belleau    | Conservateur              |
| 5e                                                                   | 1885–1887 |                         | Pierre Malcom Guay      | Libéral                   |
| 6e                                                                   | 1887–1891 |                         | Pierre Malcom Guay      | Libéral                   |
| 7e                                                                   | 1891–1896 |                         | Pierre Malcom Guay      | Libéral                   |
| 8e                                                                   | 1896–1899 |                         | Pierre Malcom Guay      | Libéral                   |
| 8e                                                                   | 1899–1900 | Louis Julien Demers     |                         | Libéral                   |
| 9e                                                                   | 1900–1904 | Louis Julien Demers     |                         | Libéral                   |
| 10e                                                                  | 1904–1905 | Louis Julien Demers     |                         | Libéral                   |
| 10e                                                                  | 1905–1908 | Louis-Auguste Carrier   |                         | Libéral                   |
| 11e                                                                  | 1908–1911 | Louis-Auguste Carrier   |                         | Libéral                   |
| 12e                                                                  | 1911–1917 | Joseph-Boutin Bourassa  |                         | Libéral                   |
| 13e                                                                  | 1917–1921 | Joseph-Boutin Bourassa  |                         | Libéral                   |
| 14e                                                                  | 1921–1925 | Joseph-Boutin Bourassa  |                         | Libéral                   |
| 15e                                                                  | 1925–1926 | Joseph-Étienne Dussault |                         | Libéral                   |
| 16e                                                                  | 1926–1930 | Joseph-Étienne Dussault |                         | Libéral                   |
| 17e                                                                  | 1930–1935 |                         | Émile Fortin            | Conservateur              |
| 18e                                                                  | 1935–1940 |                         | Joseph-Étienne Dussault | Libéral                   |
| 19e                                                                  | 1940–1945 | Maurice Bourget         |                         | Libéral                   |
| 20e                                                                  | 1945–1949 | Maurice Bourget         |                         | Libéral–indépendant       |
| 21e                                                                  | 1949–1953 | Maurice Bourget         |                         | Libéral                   |
| 22e                                                                  | 1953–1957 | Maurice Bourget         |                         | Libéral                   |
| 23e                                                                  | 1957–1958 | Maurice Bourget         |                         | Libéral                   |
| 24e                                                                  | 1958–1962 | Maurice Bourget         |                         | Libéral                   |
| 25e                                                                  | 1962–1963 |                         | J.-Aurélien Roy         | Crédit social             |
| 26e                                                                  | 1963–1965 |                         | Raynald Guay            | Libéral                   |
| 27e                                                                  | 1965–1968 |                         | Raynald Guay            | Libéral                   |
| 28e                                                                  | 1968–1972 |                         | Raynald Guay            | Libéral                   |
| 29e                                                                  | 1972–1974 |                         | Raynald Guay            | Libéral                   |
| 30e                                                                  | 1974–1979 |                         | Raynald Guay            | Libéral                   |
| 31e                                                                  | 1979–1980 |                         | Raynald Guay            | Libéral                   |
| 32e                                                                  | 1980–1980 |                         | Raynald Guay            | Libéral                   |
| 32e                                                                  | 1981–1984 | Gaston Gourde           |                         | Libéral                   |
| 33e                                                                  | 1984–1988 |                         | Gabriel Fontaine        | Progressiste-conservateur |
| 34e                                                                  | 1988–1993 |                         | Gabriel Fontaine        | Progressiste-conservateur |
| 35e                                                                  | 1993–1997 |                         | Antoine Dubé            | Bloc Québécois            |
| 36e                                                                  | 1997–2000 |                         | Antoine Dubé            | Bloc Québécois            |
| Lévis-et-Chutes-de-la-Chaudière                                      |           |                         |                         |                           |
| 37e                                                                  | 2000–2003 |                         | Antoine Dubé            | Bloc Québécois            |
| 37e                                                                  | 2003–2004 |                         | Christian Jobin         | Libéral                   |
| Dissoute dans Lévis—Bellechasse et Lotbinière—Chutes-de-la-Chaudière |           |                         |                         |                           |